# HMS Vivien (L33)
«Вів'ен» (англ. HMS Vivien (L33) — військовий корабель, ескадрений міноносець «Адміралті» типу «V» Королівського військово-морського флоту Великої Британії за часів Першої та Другої світових війн.
«Вів'ен» був закладений у липні 1916 року на верфі компанії Yarrow & Company у Глазго. 16 лютого 1918 року він був спущений на воду, а 28 травня 1918 року увійшов до складу Королівських ВМС Великої Британії.
Корабель брав участь у бойових діях на морі в Першій та Другій світових війнах. У роки Другої світової переважно бився в Атлантиці, біля берегів Франції, Англії та Норвегії, супроводжував конвої. За проявлену мужність та стійкість у боях відзначений бойовою нагородою.

## Історія служби

### Перша світова війна
В результаті реорганізації флотилії есмінців Королівського флоту в 1921 році «Вів'ен» був включений до складу 9-ї флотилії есмінців разом з лідерами есмінців «Дуглас», «Валентайн» і «Валькірія» та есмінцями «Вансесса», «Верден», «Веспер», «Венчурос» і «Вітлі». 4 квітня 1922 року вся флотилія була переведена до резервного флоту і розміщена в Росайті, Шотландія, зі скороченим екіпажем, але 8 квітня 1925 року вона була знову введена в дію і перейменована на 7-му флотилію есмінців.